# علي محسن (ممثل)
علي محسن (22 نوفمبر 1986 -)، ممثل كويتي. كانت بدايته الفنية بعام 2005. كما أن عمه الفنان عبد الحسين عبد الرضا.

## أعماله الفنية

### في التلفزيون
- بريق المال.
- حبل المودة.
- الخراز.
- وجع الانتصار.
- باب الفرج.
- بين الماضي والحب.
- خادمة القوم.
- امرأة تبحث عن المغفرة.
- حلفت عمري.
- عطر الجنة.
- للحب جنون.
- سعد و خواته.
- الحب الحلال.
- أمنا رويحة الجنة.

### من المسرحيات
- الجندي المجهول.
- باي باي لندن 2025

### من الأفلام
- 924 - فيلم قصير.

## روابط خارجية
- علي محسن على موقع قاعدة بيانات الأفلام العربية
- علي محسن على موقع قاعدة بيانات الفيلم (الإنجليزية)